# Rollingcode
Ein Rollingcode oder auch Hoppingcode wird oftmals bei funkbasierten Fahrzeugöffnungssystemen oder Eingangskontrollsystemen wie z. B. Garagentoröffnern genutzt, um einen rechtmäßigen Benutzer drahtlos zu authentifizieren. Dabei wird, basierend auf einem gemeinsamen Geheimnis zwischen Sender und Empfänger („symmetrischer Schlüssel“) und einem geeigneten kryptographischen Algorithmus, vom Sender ein sich stets ändernder sogenannter Next-Code an den Empfänger zur Prüfung übermittelt (Verifizierung). Der Next-Code wird vom Sender zwar nie direkt wiederholt, um Replay-Angriffe zu erschweren, ist aber dennoch stets ein Element einer vordefinierten, geeignet langen, zyklisch durchiterierten Liste (daher die Bezeichnung Rolling-Code).